# Boniface II de Toscane
Pour les articles homonymes, voir Boniface.
Boniface II de Toscane (né v. 791 et mort après 838) était un seigneur italien du haut Moyen Âge, fils de Boniface Ier à qui il succéda.

## Biographie

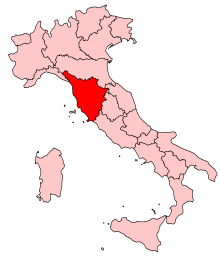
Toscane

Comte de Lucques, marquis de Toscane, seigneur de Calcosalto, Boniface II reçoit également le titre de « comte de Corse » (Tutor Corsicae) et défend l'île contre les pirates sarrasins. En 828 il mène à partir de la Toscane avec son frère Berchaire (ou Berard) et d'autres comtes une petite flotte qui croise au large de la Corse et de la Sardaigne. Il ne rencontre aucune résistance, effectue une descente sur les côtes d'Afrique du Nord et débarque entre Utique et Carthage, où il met en fuite les défenseurs après avoir tué de nombreux musulmans, avec très peu de pertes. Il rembarque en laissant « une grande frayeur dans l'âme des gens du pays ».
Partisan de Louis le Débonnaire, il irrite Lothaire Ier en faisant rendre la liberté à l'épouse de l'empereur, Judith de Bavière. Il doit se retirer dans ses domaines en France en 833.
D'une épouse non identifiée il laisse deux fils : Adalbert Ier et Berard.

## Sources
- Marie-Nicolas Bouillet  et Alexis Chassang (dir.), « Boniface II de Toscane » dans Dictionnaire universel d’histoire et de géographie, 1878 (lire sur Wikisource)